# End of an Era
Albums de Nightwish
End of Innocence
(2003) Made in Hong-Kong
(2009)
End of an Era est le titre d’un DVD public ainsi que d’un double CD du groupe finlandais Nightwish enregistré le 21 octobre 2005 à l’Hartwall Arena d’Helsinki devant environ 12 000 personnes.
Selon Tuomas, le claviériste et leader du groupe, ce concert est le « meilleur concert qu'ils aient jamais fait ».

## Informations diverses
Ce concert est le dernier de Nightwish avec la présence de Tarja Turunen.
Le groupe entame ce concert avec Dark Chest Of Wonders, de leur album Once.
Pour cette représentation, Nightwish reprend ses plus gros succès comme Nemo, Sleeping Sun, Wishmaster et ainsi de suite... Le show se termine par Wish I Had an Angel.
Pendant le concert, le groupe a été rejoint sur scène par le chanteur nord-amérindien John Two-Hawks pour les chansons intitulées Stone People et Creek Mary's Blood.
À noter que ce DVD contient également des photos ainsi qu'un documentaire de 55 minutes, A Day Before Tomorrow, retraçant les 15 jours du groupe avant leur show en Finlande.
Tarja Turunen aurait été informée de son renvoi juste après le concert, dans les coulisses.[réf. nécessaire]

## Liste des titres
| No  | Titre                                           | Durée |
| --- | ----------------------------------------------- | ----- |
| 1.  | Dark Chest of Wonders (live)                    |       |
| 2.  | Planet Hell (live)                              |       |
| 3.  | Ever Dream (live)                               |       |
| 4.  | The Kinslayer (live)                            |       |
| 5.  | Phantom Of The Opera (live)                     |       |
| 6.  | The Siren (live)                                |       |
| 7.  | Sleeping Sun (live)                             |       |
| 8.  | Higher than Hope (live)                         |       |
| 9.  | Bless the Child (live)                          |       |
| 10. | Wishmaster (live)                               |       |
| 11. | Slaying the Dreamer (live)                      |       |
| 12. | Kuolema Tekee Taiteilijan (live)                |       |
| 13. | Nemo (live)                                     |       |
| 14. | Ghost Love Score (live)                         |       |
| 15. | Stone People (de John Two-Hawks) (live)         |       |
| 16. | Creek Mary's Blood (avec John Two-Hawks) (live) |       |
| 17. | Over the Hills and Far Away (live)              |       |
| 18. | Wish I Had an Angel (live)                      |       |

Musique de fin du concert : Sample de All of them (Hans Zimmer, BO "King Arthur")